# Sundsvalls kommun
Denna artikel handlar om den nuvarande kommunen. För stadens historia och dagens tätort se Sundsvall, för den tidigare stadskommunen, se Sundsvalls stad.
Sundsvalls kommun är en kommun i Västernorrlands län. Centralort är Sundsvall.
Västra delen av kommunen utgörs av storkuperad terräng. Mot öster blir höjderna lägre. Kusten och de större öarna är av både ornitologiskt och botaniskt intresse givet de strandängar, grunda havsvikar, näringsrika myrar och slättsjöar som finns i området. Genom kommunen flyter Ljungan och Indalsälven. På Alnön, som är den största ön i Sundsvalls skärgård finns inslag av sällsynta vulkaniska bergarter – Alnöiten. Traditionellt är Sundsvall en handels- och industriregion, främst är det skogs- och träindustrin som dominerat. Flera myndigheter finns också i kommunen, där de största arbetsgivarna är Försäkringskassan IT, Centrala studiestödsnämnden (CSN), Bolagsverket och Statens tjänstepensionsverk (SPV).
Sedan kommunen bildades har invånarantalet fluktuerat, men trenden har varit positiv. Socialdemokraterna har en stark ställning i kommunen. Sedan 2014 styr partiet tillsammans med Vänsterpartiet och Centerpartiet.

## Administrativ historik
Kommunens område motsvarar socknarna Alnö, Attmar, Holm, Indal, Liden, Njurunda, Selånger, Skön, Stöde, Sättna och Tuna. I dessa socknar bildades vid kommunreformen 1862 landskommuner med motsvarande namn. I området fanns även Sundsvalls stad som 1863 bildade en stadskommun.
Skönsmons municipalsamhälle inrättades i Sköns landskommun 16 oktober 1883 och upplöstes vid utgången av 1947 när området införlivades i Sundsvalls stad. Gångvikens municipalsamhälle och Skönsbergs municipalsamhälle inrättades båda i Sköns landskommun 21 september 1894 och upplöstes vid utgången av 1947 när landskommunen ombildades till Sköns köping.
Vid kommunreformen 1952 bildades två storkommuner i området, Selånger (av de tidigare kommunerna Selånger och Sättna) och Indals-Liden (av Holm, Indal och Liden) medan landskommunerna Alnö, Attmar, Njurunda, Stöde och Tuna samt Sundsvalls stad och Sköns köping förblev opåverkade. 1963 bildades Matfors landskommun av Attmar och Tuna landskommuner.
År 1965 införlivades Alnö och Selångers landskommuner samt Sköns köping i Sundsvalls stad. Sundsvalls kommun bildades vid kommunreformen 1971 genom en ombildning av Sundsvalls stad. År 1974 införlivades kommunerna Njurunda, Matfors, Indals-Liden och Stöde.
Kommunen ingick från bildandet i Sundsvalls domsaga.
Kommunen ingår sedan 2014 i förvaltningsområdet för finska och sedan 2018 i förvaltningsområdet för samiska, kommunnamnet på sydsamiska är Sjädtavaellien tjïelte .

## Geografi
Huvudsakligen ligger kommunen i de centrala delarna av landskapet Medelpad, med en liten del i Hälsingland (del av Attmars socken). Kommunen har Bottenhavet i öster. I söder gränsar kommunen till Nordanstigs kommun i Gävleborgs län, i väster till Ånge kommun i Västernorrlands län samt Bräcke kommun och Ragunda kommun i Jämtlands län. I norr gränsar kommunen till Sollefteå kommun och Timrå kommun, bägge i Västernorrlands län. 

### Topografi och hydrografi

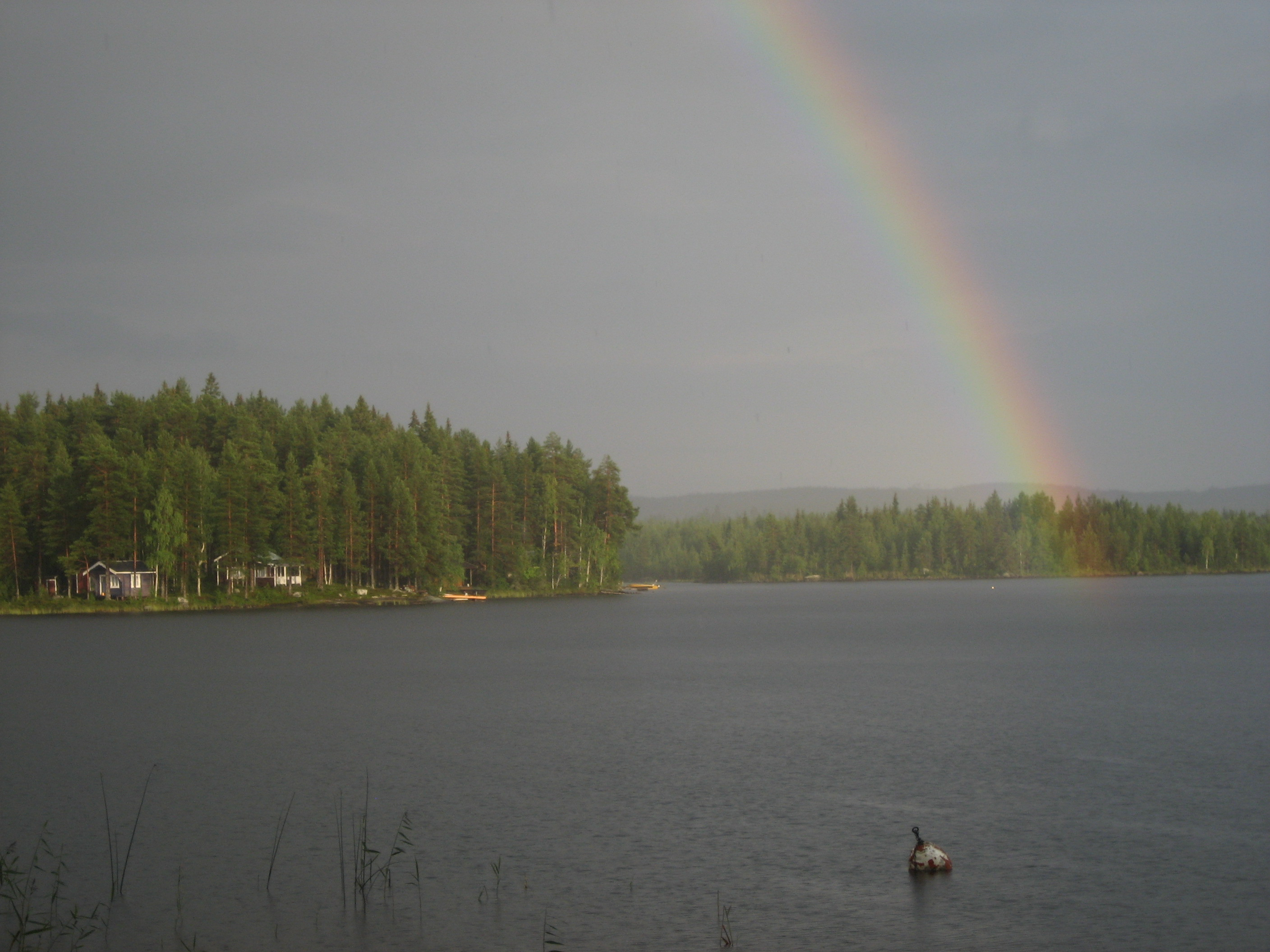
Gimsjön i Sundsvalls kommun.

Graniter och gnejser dominerar berggrunden. På Alnön, som är den största ön i Sundsvalls skärgård och en vulkan för 550 miljoner år sedan, finns även inslag av sällsynta vulkaniska bergarter – Alnöiten, Medelpads landskapssten. Västra delen av kommunen utgörs av storkuperad terräng, täckt med morän och klädd med skog. Mot öster blir höjderna lägre och längs en cirka 30 km bred kustzon är berget renspolat eller täckt av svallgrus och klapperstensfält. Drygt 12 kilometer söder om Stöde fågelvägen finns kommunens högsta punkt, Fanbyklacken. Fanbyklacken når 506 meter över havet. Flera bergstoppar kring Liden når också över 400 meter över havet.
Kusten och de större öarna är av både ornitologiskt och botaniskt intresse givet de strandängar, grunda havsvikar, näringsrika myrar och slättsjöar som finns i området. Runt Ljungan finns en uppodlad ådal med en rik växtvärld av örtrika ängar och frodiga lundar. Även Indalsälven flyter genom kommunen men dess dalgång är både brantare och trängre med nipor och raviner. I riktning från nordväst till sydost rinner Selångersån genom kommunens centrala delar. Andra vattendrag är Kvarnån och Navarån. Bland havsområden och fjärdar hittas Alnösundet, Bergafjärden, Klingerfjärden, Sundsvallsfjärden och Svartviksfjärden.
Nedan presenteras andelen av den totala ytan 2020 i kommunen jämfört med riket.
|  | Bebyggelse (3,7 %) |

|  | Skog (84,1 %) |

|  | Öppen myrmark (2,6 %) |

|  | Jordbruksmark (3,1 %) |

|  | Övrig mark (6,6 %) |

|  | Bebyggelse (3,1 %) |

|  | Skog (68,0 %) |

|  | Öppen myrmark (7,2 %) |

|  | Jordbruksmark (7,4 %) |

|  | Övrig mark (14,3 %) |

### Naturskydd
År 2022 fanns 38 naturreservat i Sundsvalls kommun. Av dessa var sex naturreservat kommunala.
Gudmundstjärn förvaltas av Länsstyrelsen i Västernorrland, är 68 hektar och bildades 1983. Det utgörs av en kulturmiljö som inkluderar ett 20-tal äldre byggnader och ett odlingslandskap med ängs- och hagmarker. I reservatet trivs arter som slåtterfibbla, bockrot, ormrot, norrlandsviol och stagg. Även Brämön förvaltas av Länsstyrelsen. Det är 1 550 hektar och bildades 2004. Öarna är kända för sin artrika flora, cirka 450 olika växtarter varav 16 orkidéer har hittats på Brämön. Exempel på arter är vejde, kustarun, vildlin, gul svärdslilja och vårförgätmigej. Reservatet är även skyddat som Natura 2000-område. Andra exempel på naturreservat är Klampenborg och Långharsholmen.

### Administrativ indelning

#### Kommundelar
Kommunen är indelad i åtta kommundelar med ett antal glesbygdsområden, tätortsområden och stadsdelar.
| NYKO | Delområde                | Motsvarande distrikt                                                                            |
| ---- | ------------------------ | ----------------------------------------------------------------------------------------------- |
| 1    | Sundsvalls tätortsområde | Sundsvalls Gustav Adolfs distrikt Sköns distrikt Skönsmons distrikt Selångers distrikt (del av) |
| 2    | Alnö kommundel           | Alnö distrikt                                                                                   |
| 3    | Sättna kommundel         | Sättna distrikt Selångers distrikt (del av)                                                     |
| 4    | Njurunda tätortsområde   | Njurunda distrikt (del av)                                                                      |
| 5    | Njurunda glesbygdsområde | Njurunda distrikt (del av)                                                                      |
| 6    | Matfors kommundel        | Tuna distrikt Attmars distrikt                                                                  |
| 7    | Stöde kommundel          | Stöde distrikt                                                                                  |
| 8    | Indals-Lidens kommundel  | Indals distrikt Lidens distrikt Holms distrikt                                                  |

#### För befolkningsrapportering
Fram till 2016 var kommunen för befolkningsrapportering indelad i 12 församlingar:

- Alnö församling
- Attmars församling
- Holms församling
- Indals församling
- Lidens församling
- Njurunda församling
- Selångers församling
- Sköns församling
- Sundsvalls församling
- Stöde församling
- Sättna församling
- Tuna församling

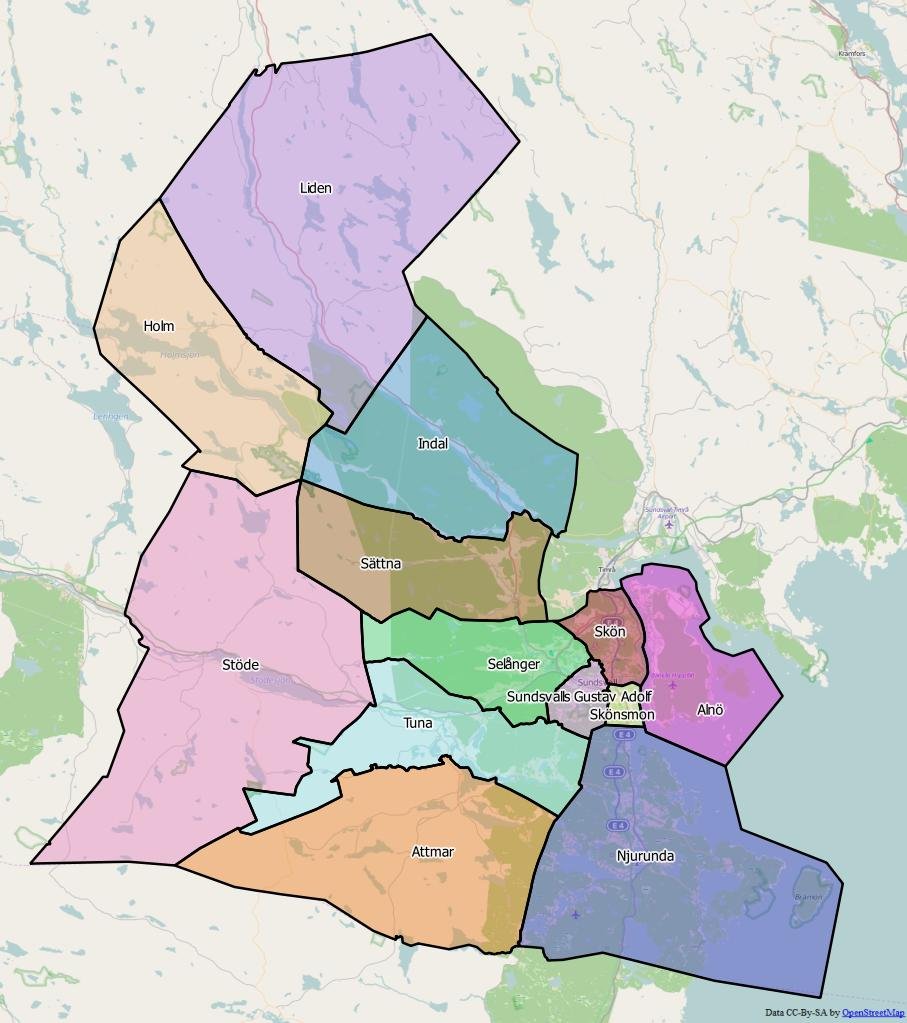
Distrikt inom Sundsvalls kommun

Från 2016 indelas kommunen istället i 13 distrikt

- Alnö
- Attmar
- Holm
- Indal
- Liden
- Njurunda
- Selånger
- Skön
- Skönsmon
- Stöde
- Sundsvalls Gustav Adolf
- Sättna
- Tuna

### Tätorter
År 2020 bodde 87,6 procent av kommunens invånare i någon av kommunens tätorter, vilket var samma som motsvarande siffra för riket där genomsnittet var 87,6 procent. Vid Statistiska centralbyråns tätortsavgränsning 2020 fanns det 21 tätorter i Sundsvalls kommun:
I tabellen presenteras tätorterna i storleksordning efter befolkning 31 december 2020.
| Tätort                    | Befolkning | Landareal (hektar) | Täthet (inv./km²) |
| ------------------------- | ---------- | ------------------ | ----------------- |
| Sundsvall                 | 58 813     | 4144               | 1419,2            |
| Vi                        | 6 876      | 874                | 786,4             |
| Kvissleby                 | 5 140      | 590                | 870,9             |
| Matfors                   | 3 412      | 473                | 721,2             |
| Njurundabommen            | 2 793      | 335                | 834,7             |
| Stockvik                  | 2 493      | 142                | 1751,4            |
| Stöde                     | 1 313      | 399                | 329,4             |
| Svartvik                  | 829        | 80                 | 1035,8            |
| Indal                     | 964        | 250                | 385,2             |
| Lucksta                   | 593        | 151                | 392,9             |
| Klingsta och Allsta       | 567        | 164                | 346,0             |
| Vattjom                   | 535        | 134                | 400,0             |
| Hartungviken och Spikarna | 509        | 250                | 203,6             |
| Kovland                   | 464        | 60                 | 773,3             |
| Selånger                  | 349        | 134                | 260,4             |
| Liden                     | 298        | 86                 | 348,0             |
| Vikarbodarna och Skatan   | 255        | 119                | 214,1             |
| Ås, Slädaviken och Bullås | 231        | 109                | 211,0             |
| Hovid                     | 218        | 54                 | 403,9             |
| Nedansjö                  | 216        | 67                 | 324,3             |
| Viforsen och Tunbyn       | 213        | 79                 | 269,2             |

## Styre och politik

### Styre
Socialdemokraterna har ett starkt stöd i Sundsvalls kommun och partiet hade egen majoritet under åren 1970–1976 och 1979–1991, samt under mandatperioden 1994–1998. Från 1970–2010 var Socialdemokraterna det styrande partiet, samt från 2014. I valet 2010 gjorde de borgerliga allianspartierna en stor framgång och bildade det första icke-socialdemokratiska styret i Sundsvall, den blågröna Koalitionen med Moderaterna, Folkpartiet, Centerpartiet, Miljöpartiet och Kristdemokraterna. 
Sedan 2014 har kommunen styrts av en majoritetskoalition bestående av S-C-V.
Utöver Socialdemokraterna har även Centerpartiet, Liberalerna och (till och med 2010) Miljöpartiet historiskt sett nått en högre nivå av väljarstöd i Sundsvall jämfört med deras nationella motsvarigheter på riksdagsnivå.
| År        | Partier | Partier | Partier | Partier | Partier | Partier |
| --------- | ------- | ------- | ------- | ------- | ------- | ------- |
| 1970-1973 | S       |         |         |         |         |         |
| 1973-1976 | S       |         |         |         |         |         |
| 1976-1979 | S       |         |         |         |         |         |
| 1979-1982 | S       |         |         |         |         |         |
| 1982-1985 | S       |         |         |         |         |         |
| 1985-1988 | S       |         |         |         |         |         |
| 1988-1991 | S       |         |         |         |         |         |
| 1991-1994 | S       |         |         |         |         |         |
| 1994-1998 | S       | V       |         |         |         |         |
| 1998-2002 | S       | V       |         |         |         |         |
| 2002-2006 | S       | V       |         |         |         |         |
| 2006–2010 | S       | V       | MP      |         |         |         |
| 2010–2014 | M       | FP      | C       | MP      | KD      |         |
| 2014–2018 | S       | V       | C       |         |         |         |
| 2018–2022 | S       | C       | V       |         |         |         |
| 2022–2026 | S       | V       | C       |         |         |         |

Valåret 2010 hade Sundsvalls kommun ett rödgrönt styre, och enligt Miljöpartiet skulle det samarbetet fortsätta även efter valet. Socialdemokraterna gjorde sitt sämsta val sedan kommunen bildades med 36,8 procent medan Moderaterna fick sitt högsta resultat någonsin på 28,4 procent. De styrande rödgröna blev klart störst på 48,7 procent mot den borgerliga Alliansen på 45,5 procent men saknade egen majoritet och Sverigedemokraterna blev vågmästare med 4,3 procent.
Förhandlingar mellan partierna inleddes och resultatet blev en oväntad övergång till alliansblocket. Miljöpartiet gick in en blågrön koalition med Alliansen som därmed, med ett mandats övervikt, kunde bilda ett majoritetsstyre för den kommande mandatperioden. Därmed hamnade Socialdemokraterna i opposition för första gången på 40 år, sedan Sundsvalls kommun bildades.
Den 18 juni 2012 blev den styrande koalitionens budget för det kommande året fälld i fullmäktige, eftersom en miljöpartistisk ledamot röstade nej tillsammans med Vänsterpartiet, Socialdemokraterna och Sverigedemokraterna. Därefter tappade det blågröna styret effektivt majoriteten i ett flertal omröstningar under resten av mandatperioden och fick stundtals regera med socialdemokratiska budgetar.  
Det politiska kaoset som följde mandatperioden ledde till att Socialdemokraterna med Peder Björk i spetsen i valet 2014 fick sitt högsta resultat och väljarstöd sedan 2002 på 45 procent och kunde därefter åter regera kommunen i majoritet tillsammans med Vänsterpartiet. Socialdemokraterna lyckades även i sidoförhandlingar att söndra Alliansen och vinna över Centerpartiet i det nya rödgröna kommunstyret.
Valet 2018 ökade Centerpartiet och Vänsterpartiet medan Socialdemokraterna tappade samma antal mandat som V och C vann och därmed bibehöll konstellationen majoritet. Sverigedemokraterna erbjöd att stödja ett Socialdemokratiskt minoritetsstyre utan krav. S avböjde erbjudandet och majoritetsstyret S-V-C fortsatte in i nästa mandatperiod.  
Den sittande koalitionen Socialdemokraterna, Vänsterpartiet och Centerpartiet fortsatte även att styra under mandatperioden 2022–2026. I överenskommelsen fanns bland annat fokus på 5 000 nya jobb, en klimatneutral kommun, satsningar på skolan, utbyggnad av vindkraft, fossilfri kollektivtrafik och, förbättrad kompetens inom äldreomsorgen och flera bostäder.
I april 2023 avgick Bodil Hansson från posten som kommunstyrelsens ordförande till följd av kritik över hennes involvering i Skifuaffären, vice KSO Niklas Säwén efterträdde Bodil Hansson som kommunstyrelsens ordförande.

#### Lista över kommunstyrelsens ordförande
| Namn | Namn                  | Tillträdde | Avgick    |
| ---- | --------------------- | ---------- | --------- |
|      | Ivar Nordlander (S)   | 1964       | 1983      |
|      | Sture Jansson (S)     | 1983       | 1986      |
|      | Sten-Olof Öberg (S)   | 1986       | 1999      |
|      | Ewa Back (S)          | 1999       | 2006      |
|      | Christer Berglund (S) | 2006       | 2007      |
|      | Anita Bdioui (S)      | 2007       | 2010      |
|      | Peder Björk (S)       | 2010       | 2010      |
|      | Magnus Sjödin (M)     | 2010       | 2013      |
|      | Jörgen Berglund (M)   | 2013       | 2014      |
|      | Peder Björk (S)       | 2014       | 2020      |
|      | Bodil Hansson (S)     | 2020       | 2023      |
|      | Niklas Säwén (S)      | 2023       | Nuvarande |

#### Lista över Sundsvalls oppositionsråd
| Namn | Namn                         | Tillträdde | Avgick    |
| ---- | ---------------------------- | ---------- | --------- |
|      | Birgitta Sellén (C)          | 1994       | 1998      |
|      | Åsa Möller (M)               | 1998       | 2004      |
|      | Lars Persson Skandevall (FP) | 2002       | 2006      |
|      | Magnus Sjödin (M)            | 2004       | 2010      |
|      | Peder Björk (S)              | 2010       | 2014      |
|      | Jörgen Berglund (M)          | 2014       | 2018      |
|      | Alicja Kapica (M)            | 2018       | 2024      |
|      | Oskar Brusell (M)            | 2024       | 2025      |
|      | Alicja Kapica (M)            | 2025       | Nuvarande |

### Kommunfullmäktige

#### Presidium
| Presidium 2022–2026    | Presidium 2022–2026 | Presidium 2022–2026 |
| ---------------------- | ------------------- | ------------------- |
| Ordförande             | S                   | Arianne Sundman     |
| Förste vice ordförande | M                   | Mikael Gäfvert      |
| Andre vice ordförande  | S                   | Burhan Hussain      |

#### Mandatfördelning 1970–2022
Socialdemokraterna har varit det största partiet i samtliga kommunval sedan kommunsammanslagningen 1970 och framåt. Näst största parti i kommunfullmäktige var Centerpartiet i valen 1970–1982 och 1988–1991. Sedan var Moderaterna näst störst i valen 1985–1988 och i alla val från 1991 framåt med undantag för valet 2002 då både Folkpartiet och Moderaterna fick samma antal mandat; på första plats kom Socialdemokraterna. Miljöpartiet föll ut ur fullmäktige efter valet 2018 och förlorade därmed samtliga mandat.

Antalet mandat i kommunfullmäktige utökades från 61 till 81 1973 och minskades från 81 till 71 2022.
| 4 | 32 | 10 | 9 | 6 |

| 52 | 9 |

| 5 | 42 | 22 | 5 | 7 |

| 63 | 18 |

| 5 | 40 | 21 | 8 | 7 |

| 58 | 23 |

| 5 | 41 | 17 | 7 | 11 |

| 53 | 28 |

| 4 | 46 | 15 | 4 | 12 |

| 52 | 29 |

| 4 | 43 |  | 10 | 10 | 13 |

| 51 | 30 |

| 4 | 41 | 7 | 11 | 8 |  | 9 |

| 47 | 34 |

| 4 | 39 | 4 |  | 8 | 8 | 4 | 13 |

| 47 | 34 |

| 5 | 44 | 7 | 6 | 7 | 12 |

| 41 | 40 |

| 10 | 36 | 5 | 5 | 4 | 7 | 14 |

| 47 | 34 |

| 7 | 38 | 4 | 7 | 10 | 5 | 10 |

| 42 | 39 |

| 4 | 35 | 4 |  | 7 | 8 | 4 | 17 |

| 46 | 35 |

| 4 | 32 | 5 | 4 |  | 7 |  | 25 |

| 44 | 37 |

| 4 | 38 | 4 | 8 | 4 | 5 |  | 16 |

| 42 | 39 |

| 6 | 33 | 10 | 7 | 5 | 4 | 16 |

| 42 | 39 |

| 5 | 29 | 11 | 4 | 3 | 5 | 14 |

| 43 | 28 |

### Nämnder

#### Kommunstyrelse
Kommunstyrelsen i Sundsvalls kommun utgörs av 13 ordinarie ledamöter. Till stöd för sitt arbete är de indelade i fyra utskott; finans- och näringslivsutskottet, personalutskottet, plan- och utvecklingsutskottet samt service- och förvaltningsutskottet. I Sundsvalls kommun är det endast kommunstyrelsen ordförande som tituleras kommunalråd.
| Presidium 2022–2026 | Presidium 2022–2026 | Presidium 2022–2026 |
| ------------------- | ------------------- | ------------------- |
| Ordförande          | S                   | Niklas Säwén        |
| Vice ordförande     | S                   | Lisa Tynnemark      |

#### Övriga nämnder
Avser perioden 1 januari 2023 till 31 december 2026.
| Nämnd                              | Ordförande | Ordförande       | Vice ordförande | Vice ordförande        |
| ---------------------------------- | ---------- | ---------------- | --------------- | ---------------------- |
| Barn- och utbildningsnämnden       | S          | Olle Åkerlund    | S               | Desislava Cvetkova     |
| Vård- och omsorgsnämnden           | S          | Mikael Westin    | V               | Elisabeth Petterson    |
| Individ- och arbetsmarknadsnämnden | S          | Jonas Väst       | V               | Erfan Kakahani         |
| Stadsbyggnadsnämnden               | S          | Jeanette Hedlund | C               | Magnus Persson         |
| Lantmäterinämnden                  | S          | Jeanette Hedlund | C               | Magnus Persson         |
| Kultur- och fritidsnämnden         | V          | Niklas Evaldsson | S               | Ulf Bylund             |
| Miljönämnden                       | C          | Kjell Bergkvist  | S               | Mats Bäck              |
| Valnämnden                         | S          | Jan Lahti        | S               | Elisabeth Eng Åkerlund |

### Valresultat
Siffrorna är från SCB.s rapporter om kommunala val från respektive år, och under senare tid från valmyndighetens sidor om valen.
| Parti         | Parti         | 1970 | 1973 | 1976 | 1979 | 1982 | 1985 | 1988 | 1991 | 1994 | 1998 | 2002  | 2006  | 2010  | 2014 | 2018 | 2022 |
| ------------- | ------------- | ---- | ---- | ---- | ---- | ---- | ---- | ---- | ---- | ---- | ---- | ----- | ----- | ----- | ---- | ---- | ---- |
| S             |               | 50,4 | 49,2 | 48,6 | 49,6 | 52,9 | 51,1 | 48,1 | 44,8 | 53,4 | 43,7 | 46,4  | 42,64 | 36,8  | 45,0 | 38,9 | 39,4 |
| M             |               | 8,4  | 8,4  | 12,2 | 12,6 | 14,7 | 14,3 | 11,0 | 15,3 | 13,4 | 16,3 | 11,9  | 20,12 | 28,4  | 17,8 | 18,2 | 19,1 |
| C             |               | 17,2 | 25,4 | 21,0 | 20,3 | 17,5 | 12,3 | 12,9 | 10,2 | 7,4  | 6,4  | 8,0   | 8,7   | 5,2   | 5,3  | 7,6  | 6,1  |
| L             |               | 15,0 | 7,3  | 10,4 | 8,6  | 4,7  | 11,6 | 10,8 | 9,7  | 7,3  | 5,8  | 11,5  | 9,2   | 9,0   | 7,0  | 6,1  | 4,4  |
| KD            |               | 2,5  | 2,1  | 1,9  | 1,8  | 2,4  | 2,6  | 3,0  | 5,8  | 2,6  | 7,7  | 6,0   | 4,7   | 2,9   | 3,0  | 4,8  | 6,2  |
| V             |               | 6,4  | 6,9  | 5,3  | 6,3  | 5,5  | 5,2  | 5,2  | 4,7  | 6,1  | 12,7 | 9,2   | 6,28  | 5,6   | 5,7  | 6,9  | 7,0  |
| MP            |               | *    | *    | *    | *    | 0,6  | 2,1  | 7,7  | 5,0  | 8,1  | 6,7  | 5,0   | 4,7   | 6,3   | 4,8  | 2,9  | 2,6  |
| SD            |               | *    | *    | *    | *    | *    | *    | *    | *    | *    | 0,4  | 1,4   | 3,2   | 4,3   | 9,2  | 11,9 | 14,6 |
| Ö             |               | 0,1  | 0,6  | 0,0  | 0,0  | 0,0  | 0,3  | 1,3  | 1,9  | 0,7  | 0,6  | 1,0   | 0,6   | 0,4   | 1,8  | 2,6  | 0,6  |
| Valdeltagande | Valdeltagande | 87,2 | 91,0 | 91,0 | 90,2 | 90,5 | 88,3 | 84,3 | 84,8 | 84,7 | 78,9 | 77,57 | 78,9  | 82,22 | 84,0 | 85,8 | 82,5 |

Partiernas starkaste valdistrikt i kommunalvalet 2022:
| Parti                            | Valdistrikt | Valdistrikt | Kommun |
| Parti                            | Starkaste   | Andel       | Andel  |
| -------------------------------- | ----------- | ----------- | ------ |
| S                                | Nacksta Ö   | 53,3 %      | 39,4 % |
| M                                | Bydalen     | 28,8 %      | 19,1 % |
| SD                               | Indal       | 28,9 %      | 14,6 % |
| V                                | Nacksta Ö   | 14,9 %      | 7,0 %  |
| KD                               | Stöde       | 9,5 %       | 6,2 %  |
| C                                | Attmar      | 12,2 %      | 6,1 %  |
| L                                | Sidsjö-Böle | 8,9 %       | 4,4 %  |
| MP                               | Allsta      | 5,9 %       | 2,6 %  |
| Data hämtat från Valmyndigheten. |             |             |        |

Exklusive uppsamlingsdistrikt. Partier som fått mer än en procent av rösterna i minst ett valdistrikt redovisas.

## Ekonomi och infrastruktur

### Näringsliv
Traditionellt är Sundsvall en handels- och industriregion, främst är det skogs- och träindustrin som dominerat. I början av 2020-talet hade dock skogsnäringens betydelse minskat även om SCA-koncernen fortfarande hade betydande verksamhet i området. Bortsett från den offentliga sektorn var just SCA den största arbetsgivare. Andra större företag var exempelvis Kubikenborg Aluminium AB, kemiföretager Nouryon Surface Chemistry AB och maskintillverkaren  Valmet AB. Bland arbetsgivare inom den offentliga sektorn hittas Mittuniversitetet,  Centrala studiestödsnämnden (CSN), Statens tjänstepensionsverk (SPV) och Bolagsverket. Även hamnen i centralorten är av betydelse.

#### Tjänster och turism
Norr om Sundsvall ligger köpstaden Birsta som grundades 1966 i samband med att Ikea öppnade på platsen. År 2014 var det Sveriges tredje största handelsområde.
Ett viktigt dragplåster för besöksnäringen i Sundsvall var Casino Cosmopol. Kasinot  öppnade 2001, men fick stänga 2020 på grund av bristande lönsamhet. I Sundsvall finns också äventyrsbadet Himlabadet som var först i Europa med surfmaskinen Surfstream.

### Infrastruktur

#### Transporter
Från söder till norr genomkorsas kommunen av E4. Längs E4, över Sundsvallsfjärden finns Sveriges längsta motorvägbro,  Sundsvallsbron. Från söder till norr genomkorsas kommunen även av  Ostkustbanan/Ådalsbanan. Från Sundsvall utgår E14 och Mittbanan i nordvästlig riktning mot Östersund och Trondheim. Från E14 avtar länsväg 305 åt söder i Stöde samt riksväg 86 och länsväg 320 åt nordväst i Sundsvall. Mittbanan trafikeras av Norrtågs regiontåg. Ostkustbanan/Ådalsbanan trafikeras av SJ:s fjärrtåg, Ostkustbanan av regiontåget X-Tåget från Gävle och Ådalsbanan av regiontåget Norrtåg mot Umeå.

#### Utbildning och forskning

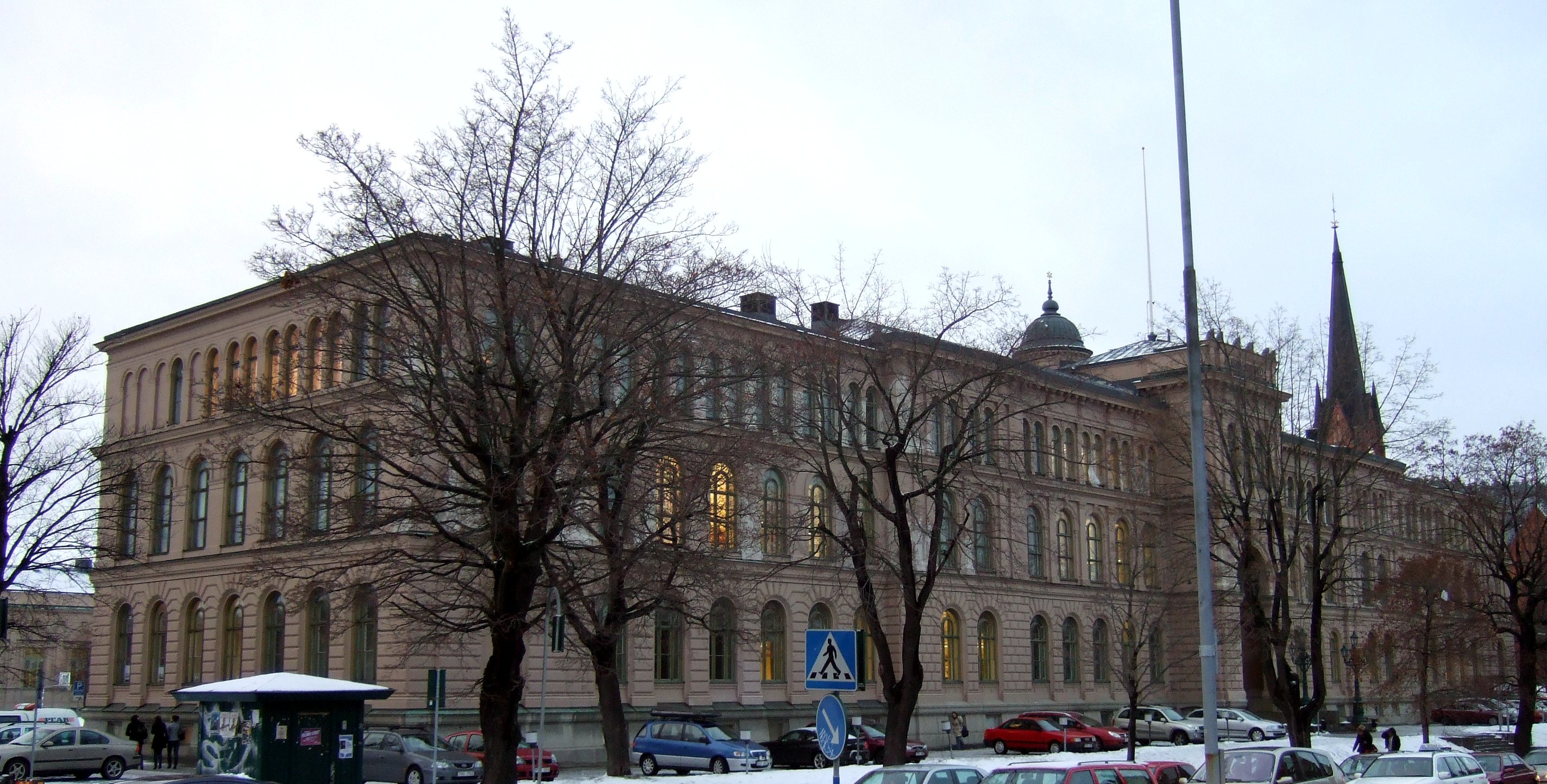
Hedbergska skolan i Sundsvall, invigd 25 augusti 1886

År 1724 grundades Sundsvalls pedagogi. Skolan blev på 1800-talet ett läroverk och den snabbt växande staden gjorde skolan alltmer trångbodd. År 1879 beslutade stadsfullmäktige uppföra nya lokaler till läroverket. Den nya byggnaden beslutade man placera väster om det som skulle bli Stenstan genom att lägga igen den västligaste delen av Köpmangatan.
Trävaruhandlaren och sågverksägaren Johan August Hedberg donerade 250 000 kr till skolbygget, en summa som till större delen finansierade det. Genom donationen fick skolan namnet Hedbergska skolan, en skola som idag är en av Sundsvalls gymnasiums utbildningsplatser. 
I Sundsvalls gymnasium ingår även enheten Västermalms skola, byggår 1964 i nyfunkisstil, invigd 1965 som Sundsvalls tekniska gymnasium. Andra byggnader som utnyttjas är Altinska skolan (slöjdskola återuppbyggd 1891 efter Sundsvallsbranden), och GA-skolan (med huvudbyggnad från 1892 och gymnastikbyggnad från 1921, var folkskola mellan 1935 och 1945). Förutom den kommunala gymnasieskolan har Sundsvall inte mindre än nio fristående gymnasieskolor.
Sundsvalls folkhögskola är Sundsvalls enda folkhögskola och är formellt en del av den landstingsdrivna Ålsta folkhögskola belägen i Fränsta väster om Sundsvall.
Under 1970-talet tillkom en mängd nya högskolor i Sverige, däribland dåvarande Sundsvalls/Härnösands högskola år 1977, med rötter i det folkskoleseminarium och den sjöbefälsskola som grundades 1842 i Härnösand, och den kommunala så kallade "systematiserade decentraliserade utbildning" på högskolenivå som startades av Sundsvalls kommun 1971. Genom ett samgående med Högskolan i Östersund bildades Mitthögskolan 1993. Vårdhögskolan i Sundsvall/Härnösand inkorporerades 1995. Kring millennieskiftet fick Sverige flera nya universitet, och 2001 fick Mitthögskolan universitetsstatus inom naturvetenskap och IT och 2005 fullvärdig status som universitet. I samband med detta ändrades namnet till Mittuniversitetet, som idag har två campusorter. Rektor är stationerad till Campus Sundsvall, som sedan 1997 är förlagt till Åkroken. Med anledning av att Mittuniversitetets verksamhet i Härnösand omlokaliserades till Sundsvall inför hösten 2016 har campus Sundsvall utökats med kvarteren Åkanten och Grönborg.
Forskning som bedrivs vid campus Sundsvall är särskilt koncentrerad på skogsindustri, elektronik och informationsteknologi, men mindre forskargrupper finns även inom bland annat ekonomiska relationer och demokratiforskning.
Universitetet i Sundsvall är sammanbyggt med SCA R&D Centre via en inglasad gångbro. Här bedriver SCA forskning och utveckling inom sina affärsområden i nära samarbete med universitetet. 
Mittuniversitetet samverkar med Sundsvallsregionens arbetsgivare genom IT-företagsföreningen Bron, genom det skogsindustriella företagsnätverket Number One Forest Industry Network, genom företagsinkubatorn BizMaker (före detta vetenskapsparken Åkroken science park) för nystartade företag med koppling till universitetets forskare, samt genom forskningsintitutet Rise. Alla dessa är förlagda till Grönborg.

## Befolkning

### Demografi
Sundsvalls kommun är, invånarmässigt, tjugonde folkrikaste kommun i Sverige, tredje folkrikaste kommun i Norrland, och folkrikaste kommun i Västernorrlands län (2021). Kommunen var folkrikast i Norrland från bildandet till och med 1991, och näst folkrikast åren 1992 till 2012.

#### Befolkningsutveckling
Kommunen har 99 090 invånare (31 mars 2025), vilket placerar den på 21:a plats avseende folkmängd bland Sveriges kommuner.
| Befolkningsutvecklingen i Sundsvalls kommun 1810–2020                                  | Befolkningsutvecklingen i Sundsvalls kommun 1810–2020 | Befolkningsutvecklingen i Sundsvalls kommun 1810–2020 | Befolkningsutvecklingen i Sundsvalls kommun 1810–2020 | Befolkningsutvecklingen i Sundsvalls kommun 1810–2020 |
| -------------------------------------------------------------------------------------- | ----------------------------------------------------- | ----------------------------------------------------- | ----------------------------------------------------- | ----------------------------------------------------- |
|                                                                                        |                                                       |                                                       |                                                       |                                                       |
| År                                                                                     |                                                       |                                                       | Folkmängd                                             |                                                       |
| 1810                                                                                   | 1810                                                  |                                                       | 12 507                                                |                                                       |
| 1830                                                                                   | 1830                                                  |                                                       | 16 326                                                |                                                       |
| 1850                                                                                   | 1850                                                  |                                                       | 20 320                                                |                                                       |
| 1860                                                                                   | 1860                                                  |                                                       | 25 464                                                |                                                       |
| 1870                                                                                   | 1870                                                  |                                                       | 31 544                                                |                                                       |
| 1880                                                                                   | 1880                                                  |                                                       | 44 351                                                |                                                       |
| 1890                                                                                   | 1890                                                  |                                                       | 59 739                                                |                                                       |
| 1900                                                                                   | 1900                                                  |                                                       | 64 431                                                |                                                       |
| 1910                                                                                   | 1910                                                  |                                                       | 67 984                                                |                                                       |
| 1920                                                                                   | 1920                                                  |                                                       | 70 837                                                |                                                       |
| 1930                                                                                   | 1930                                                  |                                                       | 76 916                                                |                                                       |
| 1940                                                                                   | 1940                                                  |                                                       | 73 965                                                |                                                       |
| 1950                                                                                   | 1950                                                  |                                                       | 76 657                                                |                                                       |
| 1960                                                                                   | 1960                                                  |                                                       | 83 190                                                |                                                       |
| 1970                                                                                   | 1970                                                  |                                                       | 90 795                                                |                                                       |
| 1975                                                                                   | 1975                                                  |                                                       | 93 992                                                |                                                       |
| 1980                                                                                   | 1980                                                  |                                                       | 94 742                                                |                                                       |
| 1985                                                                                   | 1985                                                  |                                                       | 93 181                                                |                                                       |
| 1990                                                                                   | 1990                                                  |                                                       | 93 808                                                |                                                       |
| 1995                                                                                   | 1995                                                  |                                                       | 94 531                                                |                                                       |
| 2000                                                                                   | 2000                                                  |                                                       | 93 126                                                |                                                       |
| 2005                                                                                   | 2005                                                  |                                                       | 94 044                                                |                                                       |
| 2010                                                                                   | 2010                                                  |                                                       | 95 732                                                |                                                       |
| 2015                                                                                   | 2015                                                  |                                                       | 97 633                                                |                                                       |
| 2020                                                                                   | 2020                                                  |                                                       | 99 439                                                |                                                       |
| Anm: Samtliga socknar i nuvarande kommun räknas med i siffrorna så väl före som efter. |                                                       |                                                       |                                                       |                                                       |

#### Utländsk bakgrund
Den 31 december 2014 utgjorde antalet invånare med utländsk bakgrund (utrikes födda personer samt inrikes födda med två utrikes födda föräldrar) 11 629, eller 11,95 % av befolkningen (hela befolkningen: 97 338 den 31 december 2014). Den 31 december 2002 utgjorde antalet invånare med utländsk bakgrund enligt samma definition 6 941, eller 7,44 % av befolkningen (hela befolkningen: 93 252 den 31 december 2002).

#### Invånare efter de vanligaste födelseländerna
Den 31 december 2014 utgjorde folkmängden i Sundsvalls kommun 97 338 personer. Av dessa var 9 481 personer (9,7 %) födda i ett annat land än Sverige. I denna tabell har de nordiska länderna samt de 12 länder med flest antal utrikes födda (i hela riket) tagits med. En person som inte kommer från något av de här 17 länderna har istället av Statistiska centralbyrån förts till den världsdel som deras födelseland tillhör.
| Födelseland      | Födelseland                       | Födelseland |
| ---------------- | --------------------------------- | ----------- |
| 31 december 2014 |                                   |             |
| 1                | Sverige                           | 87 857      |
| 2                | Finland                           | 1 355       |
| 3                | Asien: Övriga länder              | 1 262       |
| 4                | Afrika: Övriga länder             | 1 020       |
| 5                | Europeiska unionen: Övriga länder | 752         |
| 6                | Irak                              | 658         |
| 7                | Somalia                           | 634         |
| 8                | Europa utom EU: Övriga länder     | 447         |
| 9                | Thailand                          | 435         |
| 10               | Sydamerika                        | 415         |
| 11               | Iran                              | 377         |
| 12               | Norge                             | 282         |
| 13               | Syrien                            | 237         |
| 14               | Nordamerika                       | 221         |
| 15               | Afghanistan                       | 207         |
| 16               | Polen                             | 203         |
| 17               | / SFR Jugoslavien/FR Jugoslavien  | 194         |
| 18               | Tyskland                          | 185         |
| 19               | Kina                              | 171         |
| 20               | Turkiet                           | 158         |
| 21               | Bosnien och Hercegovina           | 114         |
| 22               | Danmark                           | 75          |
| 23               | Island                            | 30          |
| 24               | Oceanien                          | 24          |
| 25               | Sovjetunionen                     | 18          |
| 26               | Okänt födelseland                 | 7           |

## Kultur

### Museum
Bland museum i kommunen hittas exempelvis friluftsmuseet Norra berget som innefattar utsiktstorn, gamla byggnader, ett hantverks- och sjöfartsmuseum vars mest kända föremål är den uppstoppade Skvadern, samt Bureplatsen som är en slags konstnärlig gestaltning och festivalplats. Ett annat exempel är Kulturmagasinet som innefattar Sundsvalls museum med fotomuseet och fynd från utgrävningen av hövdingagraven i Högom.

### Kulturarv
Bland kommunens kulturarv hittas 
Kvissle-Nolby-Prästbolet, en unik fornlämningsmiljö vid Ljungans utlopp i Bottenhavet söder om Sundsvall. Området är skyddat som riksintresse för kulturmiljövården. Området inkluderar en av Norrlands största storhögar, vilken finns tillsammans med flera andra storhögar på ett gravfält, runstenen Burestenen, en tidig medeltida gårdskyrkoruin som sannolikt representerar stormannabebyggelse under järnålder och tidig medeltid. Storhögar av liknande dignitet finns dessutom i Högoms gravfält och i Sundsbruk.
Ett annat kulturarv är Galtströms bruk med anor från 1670-talet. Bruket förstördes av ryssarna 1721 men var åter i bruk efter två års återuppbyggnad. Därefter var bruket i produktion fram till 17 januari 1916 då  bruksarbetare, missnöjda med lönerna,  lämnade masugnen med smältan i och den förstördes.

### Kommunvapen
Blasonering: I fält av silver en stormhatt över två korslagda muskötgafflar, allt i blått.
Vapnet fastställdes för Sundsvalls stad av Kungl Maj:t år 1937 och går tillbaka på ett sigill från 1624 års privilegiebrev. Efter kommunbildningen fanns en rad upphörda vapen att tillgå, men stadsvapnet registrerades oförändrat för den nya kommunen. Dock används numera oftast i stället för vapnet en logotyp bestående av ett "S" med drakhuvud som skapades 1988.